# Emir Bekrić
Emir Bekrić (Belgrado, 4 marzo 1991) è un ostacolista serbo, primatista nazionale dei 400 metri ostacoli.

## Record nazionali

### Seniores
- 400 metri ostacoli: 48"05 ( Mosca, 15 agosto 2013)

## Palmarès
| Anno | Manifestazione          | Sede     | Evento      | Risultato  | Prestazione | Note             |
| ---- | ----------------------- | -------- | ----------- | ---------- | ----------- | ---------------- |
| 2009 | Europei juniores        | Novi Sad | 400 m hs    | Semifinale | 53"45       |                  |
| 2009 | Universiadi             | Belgrado | 400 m hs    | Batteria   | 53"16       |                  |
| 2010 | Mondiali juniores       | Moncton  | 400 m hs    | 7º         | 51"06       |                  |
| 2011 | Europei indoor          | Parigi   | 400 m piani | Batteria   | 48"34       |                  |
| 2011 | Europei under 23        | Ostrava  | 400 m hs    | Bronzo     | 49"61       |                  |
| 2011 | Universiadi             | Shenzhen | 400 m hs    | 6º         | 50"20       |                  |
| 2011 | Mondiali                | Taegu    | 400 m hs    | Semifinale | 49"94       |                  |
| 2012 | Europei                 | Helsinki | 400 m hs    | Argento    | 49"49       |                  |
| 2012 | Giochi olimpici         | Londra   | 400 m hs    | Semifinale | 49"62       |                  |
| 2013 | Giochi del Mediterraneo | Mersin   | 400 m hs    | Oro        | 48"83       |                  |
| 2013 | Europei under 23        | Tampere  | 400 m hs    | Oro        | 48"76       | Record nazionale |
| 2013 | Mondiali                | Mosca    | 400 m hs    | Bronzo     | 48"05       | Record nazionale |
| 2014 | Europei                 | Zurigo   | 400 m hs    | 6º         | 49"90       |                  |
| 2018 | Europei                 | Berlino  | 400 m hs    | Semifinale | 50"96       |                  |

## Riconoscimenti
- Atleta europeo emergente dell'anno (2013)